# Luis Eduardo Paredes Moctezuma
Luis Paredes Moctezuma (Tehuacán, Puebla, 14 de octubre de 1951) es un arquitecto, 
urbanista y político mexicano. Militó 31 años en la Organización del Yunque y es miembro del Partido Acción Nacional, fue alcalde de la ciudad de Puebla (2002-2005) 
y precandidato a la gubernatura de su estado.
Impulsó audaces programas contra la corrupción, lo que motivó que la clase política en pleno intentara aniquilarle. Se le acusó de las más inverosímiles faltas, por seis sucesivas unanimidades en el Congreso del Estado de Puebla se le pretendió imponer absurdas sanciones y se le expulsó de su partido.
Advertido de que sería detenido sin orden judicial para asesinarle en prisión, hubo de exiliarse. Emprendió su defensa ante tribunales federales que en todos los casos le declararon inocente. El TRIFE ordenó al PAN restituirle sus derechos como militante del mismo.

## Alcalde de Puebla
15 de febrero de 2002 – 14 de febrero de 2005
Precedido por                Mario Marín Torres
Sucedido por		Enrique Doger Guerrero
Nacimiento		14 de octubre de 1951 (57 años) Tehuacán, Puebla
Partido			Partido Acción Nacional
Profesión		Arquitecto, urbanista y político
Alma Máter	Universidad Autónoma de Puebla
Universidad Popular Autónoma del Estado de Puebla
Religión	Católica

## Formación y Vida profesional
Luis Paredes creció en una familia católica y estudió primaria, secundaria y preparatoria (1958-68) en el Colegio José Azueta a cargo de la orden lasallista, semillero de la Organización del Yunque, en la que fue iniciado en diciembre de 1968, militando hasta 2001.
Ha participado en la política desde los 16 años de edad, habiéndose destacado como líder estudiantil en la Universidad Autónoma de Puebla UAP cuando esta era dominada por el Partido Comunista Mexicano. Fue expulsado por sus ideas políticas siendo alumno regular del último semestre. 
Promovió al lado de decenas de catedráticos y cientos de alumnos la fundación de la Universidad Popular Autónoma del Estado de Puebla UPAEP, donde se tituló como arquitecto, obtuvo la maestría en urbanismo e impartió la cátedra de Diseño Urbano de 1973 a 1991.
Desde 1974 ha sido profesionista libre dedicado al desarrollo de proyectos lo mismo de edificios universitarios que hoteles, clínicas, residencias, conjuntos habitacionales así como estudios y proyectos urbanísticos en varias ciudades del país y en el extranjero. Su despacho es Paredes y Asociados SC. El único cargo público que ha desempeñado es el de alcalde de Puebla.

## Desempeño social político
Como estudiante fue presidente de la Sociedad de Alumnos de Arquitectura en la UAP y del Frente Universitario Anticomunista, habiendo sido uno de los líderes universitarios más destacados en Puebla y su región al inicio de la década de los 70. Su acción fue determinante para la fundación de la UPAEP, que a su vez generó competencia que obligó a la superación académica de una UAP agobiada por el fanatismo.
Como arquitecto, a los 30 años, presidió al Colegio de Arquitectos de Puebla, desde donde inició el proceso para el reconocimiento de Puebla como Patrimonio Cultural de la Humanidad, fue también vicepresidente de la Federación de Colegios de Arquitectos de la República Mexicana, que le otorgó la presea Forjador del Gremio en 1983. 
Participa y ha formado parte de la Junta Directiva del Centro Iberoamericano de Desarrollo Estratégico Urbano CIDEU, con sede en Barcelona, España.
Como empresario, presidió la Cámara de Comercio de Puebla, fue vicepresidente de la Confederación de Cámaras Nacionales de Comercio CONCANACO, miembro de la Junta Directiva de la Asociación Iberoamericana de Cámaras de Comercio AICO, miembro del Consejo Coordinador Empresarial a nivel nacional, asambleísta del INFONAVIT, vicepresidente de la Unión Nacional de Crédito al Comercio, fue consejero de COPARMEX y vicepresidente de World Trade Center Puebla. 
Ha participado y ha sido ponente en múltiples eventos en 115 ciudades de las 32 entidades federativas mexicanas y en Argentina, Bolivia, Brasil, Colombia, Guatemala, Perú, Paraguay, República Dominicana, Alemania, España, Estados Unidos, Francia y Portugal, destacando su participación como conferencista en la Asamblea de Gobernadores del Banco Interamericano de Desarrollo en Barcelona 1998.
Fue fundador de DHIAC, Desarrollo Humano Integral y Acción Ciudadana, Asociación Política Nacional, desde la que se impulsaron candidaturas y liderazgos en el PAN, al que se afilia en 1999 y del que fue candidato a la alcaldía de Puebla en 2001, cargo que desempeño durante el periodo 2002-2005.
En todos estos cargos y muchos otros que desempeñó, ha disidido del autoritarismo de izquierda y de derecha.

## Obras y acciones relevantes
La multa cero consistió en que durante su gestión todas las multas fueron gratis con la finalidad de evitar la corrupción. Si la multa es cero, se deja sin sustento a la “mordida”. En un año más del 40% de los agentes habían abandonado su plaza. Se contrataron nuevos y como dato interesante, los asaltos bancarios disminuyeron de dos por mes a tres por año, mientras que la ciudad funcionó como siempre. 
No es necesaria la coacción pecuniaria para que la gente cumpla con leyes y reglamentos, pero es vital ordenar el espacio urbano y sus sistemas. El programa mereció un reconocimiento especial del Instituto Nacional de Administración Pública INAP que también otorgó al ayuntamiento presidido por Paredes el Premio Nacional de Transparencia 2003. 
La tesis del millón tuvo por objeto estimular a cientos de universitarios que realizan una tesis para obtener un grado, a aplicarse a proponer soluciones a los problemas de la comunidad. El premio fue de un millón de pesos a la tesis ganadora, habiéndose otorgado ocho premios, varias de las cuales obtuvieron posteriormente reconocimientos internacionales y tienen aplicación práctica. 

## El exilio
Desde que manifestó su interés por la candidatura del PAN a la alcaldía de Puebla, comenzó el hostigamiento y la campaña de desprestigio sobre su persona. Durante su gestión como alcalde, todas las corrientes políticas descalificaban sus iniciativas tildándolas de ilegales sin que se propusieran alternativas para mejorar los proyectos. Simplemente se oponían radicalmente a ellas.   
Su cuenta pública por el ejercicio 2002 no fue aprobada, pero es de señalarse que tampoco fue reprobada. Ese es el método mediante el cual la clase política somete a quienes no operan según sus usos y costumbres. Lo que se juzga en las cuentas públicas no es el uso que se dé al erario, sino el comportamiento político del funcionario en cuestión.
Se le consideró claro aspirante a la gubernatura de su estado, por lo que la no aprobación de sus cuentas públicas era el instrumento para descalificarle, lo que finalmente sucedió cuando el PAN le niega registro como candidato, sin que ello menguara los embates sobre su gobierno. Lo atacaban el Yunque, el gobierno estatal, el PRI, el PRD, la BUAP, la COPARMEX y las dirigencias nacional, estatal y municipal del PAN.
Al concluir su gestión, Mario Marín Torres había asumido el gobierno del estado y dominaba a la fracción priista en el Congreso del Estado, y en contubernio con el Yunque, que controla a la bancada panista, urdieron sendas unanimidades en el pleno del Congreso para fincarle multas por 100 millones de dólares e inhabilitación de 60 años para ejercer cargos públicos.
El 9 de junio de 2005, en entrevista con Álvaro Delgado, que fue publicada en el Nº 1495 de la revista Proceso, Paredes declara que ha sido avisado de que se le detendría sin orden judicial para que se “suicidara” en prisión (así sucedió meses más tarde con la periodista Lydia Cacho, a quien se detuvo arbitrariamente y se pretendía violar) por lo que optó por exiliarse.
Esta circunstancia le dio ocasión para residir por cortas temporadas en Buenos Aires, Argentina; Cartagena de Indias y Leticia, Colombia; La Antigua, Guatemala; La Ceiba, Honduras; Granada, Nicaragua; Ciudad de Panamá; Sâo Luis, Olinda, Río de Janeiro y Salvador de Bahía, Brasil; Madrid y Barcelona, España; Paris, Francia y en la Ciudad de México.
Habiendo observado acuciosamente a América Latina durante su exilio, ha desarrollado diversos estudios sobre la ciudad latinoamericana en su contexto social, político y económico. Previamente había recorrido intensamente el estado de Puebla, la República Mexicana y varios países europeos, con la finalidad de discernir no sólo teorías, sino métodos viables políticamente para detonar el desarrollo de las ciudades.
Al ser declarado inocente de todo lo que se le acusaba, regresó a México donde se sigue desempeñando como arquitecto, urbanista y político.